# یوشی‌آکی نیشیمورا
یوشی‌آکی نیشیمورا (انگلیسی: Yoshiaki Nishimura; ۲۵ سپتامبر ۱۹۷۷ – ) تهیه‌کننده فیلم، کارگردان فیلم، پویانما، و اهالی کسب‌وکار اهل ژاپن بود.
وی همچنین برندهٔ جوایزی همچون جوایز اسکرین آسیا پاسیفیک شده‌است.